# مقاطعة غاسكونيد (ميزوري)
مقاطعة غاسكونيد (بالإنجليزية: Gasconade County)‏ هي إحدى المقاطعات في ولاية ميزوري في الولايات المتحدة الأمريكية.